# ژان ویدنوف

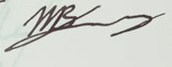
پرونده:BASA-117-46-1084-112-Signature of Zhan Videnov (cropped).jpg
توضیحات:Constitution of the Republic of Bulgaria. The Constitution was adopted on 12 July 1991 by the 7th Grand National Assembly of Bulgaria, and defines the country as a unitary parliamentary republic.
مجوز:Public domain
تاریخ:‏۱۲ ژوئیهٔ ۱۹۹۱‏date QS:P571,+1991-07-12T00:00:00Z/11
پدیدآور:7th Grand National Assembly of Bulgaria
رده‌ها:BASA-CSA-117-46-1084، Constitution of the Republic of Bulgaria، Documents in the Bulgarian Archives، Images from the Bulgarian Archives State Agency

ژان ویدنوف (بلغاری: Жан Василев Виденов؛ زادهٔ ۲۲ مارس ۱۹۵۹) یک سیاست‌مدار اهل بلغارستان است.